# Anaskopora parkeri
Anaskopora parkeri is een mosdiertjessoort uit de familie van de Cribrilinidae. De wetenschappelijke naam van de soort is voor het eerst geldig gepubliceerd in 1997 door Arnold & Cook.